# Stethaspis convexa
Stethaspis convexa är en skalbaggsart som beskrevs av Given 1952. Stethaspis convexa ingår i släktet Stethaspis och familjen Melolonthidae. Inga underarter finns listade i Catalogue of Life.